# Gigantosaurus
Ne doit pas être confondu avec Giganotosaurus.
Pour l’article homonyme, voir Gigantosaurus (série télévisée d’animation).
 (juillet 2010).
Si vous disposez d'ouvrages ou d'articles de référence ou si vous connaissez des sites web de qualité traitant du thème abordé ici, merci de compléter l'article en donnant les références utiles à sa vérifiabilité et en les liant à la section « Notes et références ».
Genre
Gigantosaurus est un genre éteint de sauropodes de taille moyenne (12–25 m) ayant vécu en Angleterre au Jurassique supérieur (Kimméridgien), il y a environ entre 155 et 150 Ma (millions d'années). Il appartient à l'infra-ordre des sauropodes et est généralement rattaché à la famille des titanosauridés. Son nom signifie « lézard géant ».

## Confusions possibles
Ce dinosaure est très peu connu contrairement au Giganotosaurus un carnivore de 14 m souvent confondu dans certains livres où Giganotosaurus est appelé Gigantosaurus.
À noter également qu'un autre genre Gigantosaurus décrit par Marsh en 1890 et appartenant à la famille des Diplodocidae, est devenu obsolète et renommé Barosaurus.